# Xerolycosa undulata
Xerolycosa undulata là một loài nhện trong họ Lycosidae.
Loài này thuộc chi Xerolycosa. Xerolycosa undulata được Jun Chen, Da-xiang Song & Joo-Pil Kim miêu tả năm 1998.